# Hertsmere
Hertsmere is een Engels district in het shire-graafschap (non-metropolitan county OF county) Hertfordshire en telt 104.000 inwoners. De oppervlakte bedraagt 101 km².
Van de bevolking is 16,3% ouder dan 65 jaar. De werkloosheid bedraagt 2,3% van de beroepsbevolking (cijfers volkstelling 2001).

## Plaatsen in district Hertsmere
- Borehamwood
- Bushey
- Elstree
- Potters Bar

## Civil parishesin district Hertsmere
Aldenham, Elstree and Borehamwood, Ridge, Shenley, South Mimms.